# ۹ (قمری)
۹ (قمری)، سال نهم در گاهشماری هجری قمری است.

## رویدادها
- غزوه تبوک میان مسلمانان و امپراتوری روم شرقی

## درگذشتگان
- صفر - شهربراز ، بیست و هفتمین شاهنشاه ساسانی که پیش از شاهی از اسپهبدان خسرو پرویز بود و به همراه شاهین بهمن‌زادگان توانسته بود با سرعتی حیرت‌آور سوریه، فلسطین، آناتولی، مصر و حتی لیبی را تصرف کند.
- جمادی الاول - ام‌کلثوم بنت محمد
- زید الخیر، از شاعران عرب و صحابه پبامبر اسلام از قبیله طیء در نجد